# Machiguenga
Los machiguengas, matsigenka o matsiguengas son un pueblo indígena que habita porciones de la Amazonía peruana al sureste del Perú, entre los departamentos del Cusco y de Madre de Dios, en las cuencas de los ríos Urubamba, Picha, Camisea, Timpía y Manu. Hablan el idioma machiguenga que forma parte de las lenguas de la familia arahuaca.

## Organización
Los machiguengas dividen su espacio social en dos partes: los consanguíneos y los afines o allegados.  
Por norma social, existe la exogamia de parentela, es decir, el varón debe desposarse con una mujer fuera del ámbito de los consanguíneos. Incluso prohíben el matrimonio con asentamientos en donde se haya casado uno de sus hermanos o parientes. Esto implica el alejamiento de los varones del ámbito familiar (pues la regla de convivencia es uxorilocal). Por ello, los miembros de una familia se encuentran dispersos en diversos asentamientos.
Según las reglas matsiguengas, los padres de la mujer son asimilados como la familia del esposo a partir del matrimonio.
Este tipo de relaciones lleva a una red de alianzas muy extendida entre los matsiguengas, así como una enorme extensión del espacio social.

## Demografía
El Censo de Población y Vivienda de 1993 arrojó un total de 8679 habitantes, integrados en 32 comunidades. Cada asentamiento machiguenga incluye, en promedio, 271 personas, lo que revela una cohesión poblacional interesante. El ratio de mortalidad es moderado, pero el riesgo de vulnerabilidad de estos grupos es considerable.